# Bedoyo
Bedoyo is een bestuurslaag in het regentschap Gunung Kidul van de provincie Jogjakarta, Indonesië. Bedoyo telt 3727 inwoners (volkstelling 2010).